# 寒川町 (香川県)
寒川町（さんがわちょう）は、香川県の東部にあった町。大川郡に属した。通勤率は高松市へ22.9%、長尾町へ9.1%、志度町へ6.5%（いずれも平成12年国勢調査）。現在のさぬき市寒川町石田西、寒川町石田東、寒川町神前に当たる。

## 歴史
- 1955年（昭和20年）7月1日 - 大川郡石田村・神前村が新設合併し、寒川村が発足。
- 1961年（昭和36年）9月1日 - 町制施行し寒川町となる。
- 2002年（平成14年）4月1日 - 大川郡津田町・大川町・志度町・長尾町と新設合併し、さぬき市が発足。同日寒川町廃止。

なお寒川町の名前は、大字に冠する形で残された（寒川町石田西、寒川町石田東、寒川町神前）。